# Kormos remetekolibri
A kormos remetekolibri (Threnetes niger) a madarak osztályának sarlósfecske-alakúak (Apodiformes)  rendjébe és a kolibrifélék (Trochilidae) családjába tartozó faj.

## Rendszerezése
A fajt Carl von Linné svéd természettudós írta le 1758-ban, a Trochilus nembe Trochilus niger néven.

## Alfajai
- Threnetes niger loehkeni Grantsau, 1969
- Threnetes niger niger (Linnaeus, 1758)[2]

## Előfordulása
Brazília és Francia Guyana területén honos. Természetes élőhelyei a szubtrópusi és trópusi síkvidéki esőerdők, valamint ültetvények és legelők. Állandó, nem vonuló faj. Két alfaj bizonytalan leválasztása miatt elterjedési területe nagyobb is lehet.

## Megjelenése
Testhossza 13 centiméter, testtömege 4-7 gramm.

## Életmódja
Valószínűleg nektárral táplálkozik, de kisebb ízeltlábúakat is fogyaszt.

## Természetvédelmi helyzete
Az elterjedési területe nagyon nagy, egyedszáma pedig ismeretlen. A Természetvédelmi Világszövetség Vörös listáján nem fenyegetett fajként szerepel.